# The Night Shift
The Night Shift é uma série de televisão estadunidense que foi transmitida pela NBC de 27 de maio de 2014 a 31 de agosto de 2017, durante 4 temporadas. A série foi criada por Gabe Sachs e Jeff Judah, e segue a vida dos funcionários que trabalham no turno da noite no pronto-socorro do San Antonio Medical Center.
Em 17 de novembro de 2016, a NBC renovou a série para uma quarta temporada, que estreou em 22 de junho de 2017. Em 13 de outubro de 2017, a NBC cancelou a série após quatro temporadas.

## Enredo
A série segue o turno da noite no San Antonio Memorial Hospital, onde três dos médicos têm uma conexão com os militares dos EUA. O Dr. TC Callahan é um ex-médico do Exército que inicialmente exibe sintomas do tipo TEPT, tendo visto seu irmão morrer bem na frente dele no campo de batalha. Ele frequentemente quebra regras e entra em discussão com sua ex-namorada e recém-nomeada chefe do turno da noite, Dra. Jordan Alexander, o chefe de cirurgia, Dr. Scott Clemmens, e o administrador do hospital, Michael Ragosa. O Dr. Topher Zia é um ex-médico do exército, enquanto o Dr. Drew Alister é um médico gay do Exército ainda ativo na reserva que inicialmente tenta esconder sua orientação sexual por medo de reações adversas. A Dra. Krista Bell-Hart é uma jovem residente cirúrgica que tenta subir na hierarquia, enquanto o colega residente, Dr. Paul Cummings, trabalha duro para emergir da sombra de seu pai, um famoso cirurgião da Johns Hopkins. A única psiquiatra do turno, Dra. Landry de la Cruz, trabalha brevemente no turno da noite.
Jordan está inicialmente em um relacionamento com o Dr. Scott Clemmens, o que complica as coisas quando Scott se torna o Chefe de Cirurgia do hospital e briga repetidamente com TC. Depois de uma situação de refém que termina com Topher sendo baleado, TC tem um colapso no Pronto Socorro e Scott termina com Jordan quando percebe que ela ainda tem sentimentos por TC. Após um susto de câncer, Ragosa descobre que não consegue mais tolerar o estresse de seu trabalho de administrador e desiste desse cargo para perseguir seu sonho original de se tornar um médico. Enquanto isso, o relacionamento de TC e Jordan aumenta rapidamente, Topher torna seu trabalho como Chefe do Turno Noturno permanente, Krista, Kenny e um novo cirurgião se envolvem em um triângulo amoroso e Drew sofre quando seu namorado termina o relacionamento. Algum tempo depois, TC e Topher vão ao Afeganistão para ajudar um velho amigo de Topher, e Jordan sofre um derrame devido a complicações na gravidez. Ragosa é aprovado para se tornar um médico, Jordan e TC terminam quando ela aborta, Drew e seu namorado fazem as pazes e se casam, e Ragosa se muda para Dallas para seguir sua ex-esposa e filhos.
Depois de algum tempo longe, Jordan contrata a Dra. Shannon Rivera como substituta de Ragosa. Ela e Paul rapidamente iniciam uma rivalidade que se transforma em romance. Após um incidente no exterior, Drew e seu marido adotam uma filha adotiva, apesar de vários contratempos. Após uma bomba explodir do lado de fora do hospital, Topher descobre que o hospital está sendo vendido para uma seguradora com planos de transformá-lo em um Centro de Cirurgia Plástica. TC retorna à Síria para ajudar na crise humanitária. O pai de Paul retorna ao hospital para comprá-lo. O acampamento de TC é atingido por tiros de morteiro quando ele tenta sair, e o pai de Paul despede Topher devido à sua maneira de administrar o hospital, e a maioria dos funcionários se demite em protesto. Poucos dias depois, TC revela sua intenção de permanecer na Síria, Jordan e o pai de Paul chantageiam um ao outro para o retorno do hospital e ele torna Scott e Jordan os chefes de cirurgia e do pronto-socorro, respectivamente. No entanto, Jordan revela que Topher e sua filha morreram em um acidente de carro. Apesar disso, TC permanece na Síria, enquanto Drew descobre que deve ajustar sua mentalidade de "agir primeiro" devido ao seu novo papel como pai. No final da série, o hospital começa um programa de treinamento de combate médico, fazendo com que Shannon, Paul e TC questionem seu papel no pronto-socorro. Kenny fica noivo da irmã de Paul, Drew vai para a escola Ranger, com a bênção de seu marido, Shannon volta para sua clínica na reserva, Paul vai para a Síria e Scott e Jordan usam o programa para transformar o hospital. No final, TC diz a Jordan que não está pronto para partir.

## Elenco e personagens

### Elenco principal
| Intérprete        | Personagem                   | Temporadas      | Temporadas      | Temporadas      | Temporadas      |
| Intérprete        | Personagem                   | 1               | 2               | 3               | 4               |
| ----------------- | ---------------------------- | --------------- | --------------- | --------------- | --------------- |
| Eoin Macken       | Thomas Charles "TC" Callahan | Principal       | Principal       | Principal       | Principal       |
| Jill Flint        | Jordan Alexander             | Principal       | Principal       | Principal       | Principal       |
| Ken Leung         | Christopher "Topher" Zia     | Principal       | Principal       | Principal       | Does not appear |
| Brendan Fehr      | Andrew "Drew" Alister        | Principal       | Principal       | Principal       | Principal       |
| Daniella Alonso   | Landry de la Cruz            | Principal       | Does not appear | Does not appear | Does not appear |
| Robert Bailey Jr. | Paul Cummings                | Principal       | Principal       | Principal       | Principal       |
| Jeananne Goossen  | Krista Bell-Hart             | Principal       | Principal       | Does not appear | Does not appear |
| J.R. Lemon        | Kenny Fournette              | Principal       | Principal       | Principal       | Principal       |
| Freddy Rodriguez  | Michael Ragosa               | Principal       | Principal       | Does not appear | Does not appear |
| Scott Wolf        | Scott Clemmens               | Recorrente      | Recorrente      | Principal       | Principal       |
| Tanaya Beatty     | Shannon Rivera               | Does not appear | Does not appear | Principal       | Principal       |

### Recorrente
- Esodie Geiger como Enfermeira Molly Ramos (temporadas 1–4).
- Alma Sisneros como Enfermeira Jocelyn Diaz (temporadas 1–4).
- Catharine Pilafas como Enfermeira Heather Bardocz (temporadas 1–3).
- Luke Macfarlane como Rick Lincoln (temporadas 1–4)[6]
- Merle Dandridge como Gwen Gaskin (temporadas 2–3):[7]
- Sarah Jane Morris como Annie Callahan (temporadas 2–4)
- Adam Rodriguez como Dr. Joey Chavez (temporada 2)
- James McDaniel como Dr. Julian Cummings (temporadas 2–4)
- Briana Marin como Enfermeira Nina Alvarez (temporadas 3–4).
- Jennifer Beals como Dr. Sydney "Syd" Jennings (temporadas 3-4)[8]
- AnnaLynne McCord como Jessica Sanders (temporada 3)[9]
- Kyla Kenedy como Brianna (temporadas 3–4)
- Elizabeth Sung como Sumei Zia (temporada 3)
- Rana Roy como Dr. Amira Renowi (temporada 4):[10]
- Mark Consuelos como Dr. Cain Diaz (temporada 4)[11]
- Erica Tazel como Dra. Bella Cummings (temporada 4)

## Episódios
| Temporada | Temporada | Episódios | Episódios | Originalmente exibido   | Originalmente exibido |
| Temporada | Temporada | Episódios | Episódios | Estreia da temporada    | Final da temporada    |
| --------- | --------- | --------- | --------- | ----------------------- | --------------------- |
|           | 1         | 8         | 8         | 27 de maio de 2014      | 15 de julho de 2014   |
|           | 2         | 14        | 14        | 23 de fevereiro de 2015 | 18 de maio de 2015    |
|           | 3         | 13        | 13        | 1 de junho de 2016      | 31 de agosto de 2016  |
|           | 4         | 10        | 10        | 22 de junho de 2017     | 31 de agosto de 2017  |

## Produção

### Desenvolvimento
A série apareceu pela primeira vez como parte do programa de desenvolvimento da NBC em outubro de 2011. Na época, a A NBC decidiu não avançar com um pedido de episódio piloto. Em agosto de 2012, a NBC decidiu revisitar o roteiro piloto da série, então conhecido como The Last Stand. Em 8 de outubro de 2012, a NBC fez um pedido piloto, com o novo nome: After Hours. O piloto foi dirigido por Pierre Morel e escrito por Gabe Sachs e Jeff Judah.
Em 18 de abril de 2013, a NBC encomendou quatro roteiros adicionais sob um terceiro e último título, The Night Shift. Em 10 de maio de 2013, a NBC ordenou oficialmente The Night Shift para a série.

### Casting
Os anúncios de elenco começaram em outubro de 2012, com Eoin Macken sendo o primeiro escalado para o papel de TC Callahan, um médico que voltou recentemente do Exército, que constantemente discorda de seus superiores e faz as coisas à sua própria maneira. Freddy Rodríguez foi o próximo ator escalado na série, no papel de Michael Ragosa, o administrador do hospital que originalmente queria ser médico. Ken Leung e Jeananne Goossen foram então adicionados ao elenco, com Leung escalado no papel de Topher, um médico do pronto-socorro que já ajudou soldados feridos em batalha. Goossen assumiu o papel de Krista, uma bela residente do hospital. No início de novembro, Robert Bailey Jr. juntou-se à série como Paul Cummings, um jovem, mas melindroso residente do hospital. Jill Flint mais tarde assinou o papel de Jordan Alexander, a recém-promovida Chefe do Turno Noturno, que uma vez namorou TC Daniella Alonso foi a última a ser escalada na série. Alonso recebeu o papel da Dra. Landry de la Cruz, a única psiquiatra que trabalha no turno da noite.

### Filmagens
A produção da primeira temporada de The Night Shift começou em Albuquerque Novo México, no final de agosto de 2013, e terminou as filmagens em meados de novembro. A produção na segunda temporada começou em 10 de novembro de 2014. A produção na terceira temporada ocorreu de fevereiro a junho de 2016. As filmagens da quarta temporada começaram em abril de 2017.

## Recepção

### Audiência
| Temporada | Horário (ET)        | Episódios | Primeira exibição       | Primeira exibição   | Última exibição      | Última exibição     | Rank | Méd. audiência (milhões) |
| Temporada | Horário (ET)        | Episódios | Data                    | Audiência (milhões) | Data                 | Audiência (milhões) | Rank | Méd. audiência (milhões) |
| --------- | ------------------- | --------- | ----------------------- | ------------------- | -------------------- | ------------------- | ---- | ------------------------ |
| 1         | Terça-feira 22h00   | 8         | 27 de maio de 2014      | 7.67                | 15 de julho de 2014  | 6.05                | N/A  | 8.50                     |
| 2         | Segunda-feira 22h00 | 14        | 23 de fevereiro de 2015 | 5.52                | 18 de maio de 2015   | 5.20                | 86   | 6.67                     |
| 3         | Quarta-feira 22h00  | 13        | 1 de junho de 2016      | 4.81                | 31 de agosto de 2016 | 5.43                | N/A  | 4.99                     |
| 4         | Quinta-feira 22h00  | 10        | 22 de junho de 2017     | 3.59                | 31 de agosto de 2017 | 3.08                | N/A  | 3.97                     |